# Mons, Puy-de-Dôme
Mons är en kommun i departementet Puy-de-Dôme i regionen Auvergne-Rhône-Alpes i centrala Frankrike. Kommunen ligger i kantonen Randan som tillhör arrondissementet Riom. År 2022 hade Mons 559 invånare.

## Befolkningsutveckling
Antalet invånare i kommunen Mons
| Referens: INSEE |